# Boquerón del Padre Abad
El boquerón del Padre Abad es un accidente geográfico ubicado en el distrito de Padre Abad, provincia de Padre Abad, departamento de Ucayali, Perú.
Se trata de un cañón de 3 km de largo donde el río Yuracyacu cambia de nombre a Río Aguaytía. En la parte central hay un túnel de 500 m de longitud que perfora la gran montaña.

## Historia
Fue descubierto por el padre Francisco Alonso de Abad en el año 1757 en afanes de descubrir nuevas rutas a las pampas de sacramento y a los ríos navegables de la amazonía, así como también en busca de evangelizar a los cashibos.
Este abra natural permaneció perdida hasta el año 1937 en que fue redescubierta, por el ingeniero Enrique Pimentel Ortega, quedando resuelto en forma definitiva la apertura de la carretera Federico Basadre desde Tingo María a Pucallpa.

## Ubicación
Está ubicado en la cordillera azul, a 183 km de la ciudad de Pucallpa o 22 km de Aguaytía.
Único paso por la ladera casi vertical de la cordillera azul, llamada así por el color que ofrece vista de lejos y desde la cumbre de la cordillera divisoria.
Mediante Decreto Supremo 050-AG-2000, se creó la zona reservada biabo - cordillera azul, con 40,811 ha.

## Descripción
Predominantemente tiene una cobertura vegetal natural primaria de bosques de colinas altas de montañas con variedad de especies de hábitat acuático a semi-acuático, entre ellos helechos rastreros y arbóreos, musgos, orquídeas, palmeras y flores silvestres que crecen sobre las rocas, peñascos y riscos verticales; la fauna está conformada por mamíferos, insectos, mariposas, aves y reptiles. en una ladera están impresas, sobre rocas sedimentarias de edad jurásica a cretácea, diversas figuras semejantes a pinturas rupestres.
Su red hidrográfica está conformada por un cañón fluvial constituyéndose en el principal cuerpo de agua el río Yuracyacu, afluente del Río Aguaytía, que discurre sinuoso y torrencial sobre un lecho de piedras y arena; asimismo por varias quebradas, pozas y manantiales. en la parte central hay un túnel de 500 m de longitud que perfora una gran montaña.
En los meses de enero a abril debido a las constantes precipitaciones pluviales, los cursos de agua de esta zona se encuentran en su mayor caudal. El río Yuracyacu no es navegable, si no hasta después de su salida del cañón donde cambia de nombre a Río Aguaytia.

## Caídas de agua
Existen cerca de 70 caídas de aguas con alturas de hasta 100 m, las de mayor caudal son el «velo de la novia» y la «ducha del diablo».
- Ducha del Diablo[7]
- Velo de la Novia[8] Tiene 55 m de altura y 30 m de anchura.[9][10]
- Velo de las ninfas[11]